# Pluralismo (filosofía)
El pluralismo es la teoría metafísica contraria al monismo. Para el monismo la realidad última es una en concreto y para el pluralismo es la totalidad de la ontología. El pluralismo está compuesto de realidades independientes o bien interrelacionadas las unas con las otras. 
El tema del pluralismo aparece una vez que se ha resuelto la cuestión preliminar de la naturaleza del universo. Así, cuando el universo ha sido reducido a una realidad fundamental, se trata de indagar si tal realidad de base es una o múltiple, simple o compuesta. 
La respuesta que afirma no la unicidad, sino la multiplicidad, se denomina pluralismo. El concepto se refiere tanto a lo cuantitativo (cantidad de entidades) como cualitativo (diferencia de naturalezas de los diferentes principios).

## Pluralismo en los presocráticos
Entre los presocráticos hay varios filósofos pluralistas. En ellos se da especialmente la cuestión porque se ocupan de los principios de que está constituida la totalidad de lo que es.
En particular son pluralistas Empédocles y Demócrito. A diferencia de Tales de Mileto, que era monista, en tanto sostenía que el agua era la sustancia primordial, Empédocles sostendrá la doctrina de los cuatro elementos fundamentales: tierra, agua, aire y fuego.
La posición de Demócrito es premonitoria en el plano científico posterior. Afirma que la realidad está compuesta de pequeñas sustancias indivisibles denominadas átomos. Es decir, en griego, lo que no puede ser dividido.
Posiciones monistas son las de Anaxímenes, al decir que todo es aire. Y en un sentido mucho más complejo pues funda la ontología occidental, Parménides, al afirmar la unidad absoluta del ser, y la no existencia del no ser.
Demócrito ha de atribuir a cada átomo las características definitorias del ser dadas por Parménides. Cada átomo es invariable en sí mismo y desplazándose en el vacío da lugar a las configuraciones que dan forma a los entes sensibles. Lo que de manera vulgar denominamos "cuerpos".
Anaxágoras también ha de ser considerado como un filósofo pluralista. Su doctrina de las homeomerías supone una multitud de partículas que se encuentran, todas, en todos los cuerpos.

## Pluralismo en ética
- Axiología

Postura que defiende que distintos tipos de cosas pueden ser valiosas para entidades dotadas de subjetividad o impersonales, al contrario que el monismo el cual define solo una cosa como valiosa. Dentro de la teoría del valor, podemos considerar como pluralista la teoría de la lista objetiva (la cual propone que hay una serie de cosas que objetivamente poseen un valor singular) ya que asume que cosas de distinto tipo tienen valor positivo o negativo.
Además de esto, también sabemos que hay distintas formas de distribuir el valor entre diferentes individuos que pueden ser consideradas mejores o peores y que pueden ser monistas o pluralistas. Por ejemplo, una posición pluralista a la hora de decidir qué escenario es mejor puede ser una que combine un principio agregacionista con criterio maximin y con otro sensible al mérito. Un ejemplo de posición monista, en cambio, sería la agregacionista propia del utilitarismo, que simplemente sostendrá que la mejor distribución es siempre aquella que implica una mayor suma total de valor.
- Teoría normativa

Dentro de este ámbito, el pluralismo defiende que debemos guiarnos por distintas prescripciones, dando preferencia a unas o a otras atendiendo a la situación, a diferencia del monismo que defiende la existencia de una sola prescripción a tener en cuenta lo cual hace esta teoría mucho más simple.
Como en el pluralismo hay que estimar la prioridad relativa de distintos principios, esto hace que sea mucho más complejo que el monismo. Para saber qué decisión tomar en caso de que se nos presente un conflicto debemos saber a partir de qué punto ha de prevalecer una prescripción sobre otra. De hecho, este aspecto es tan complejo que hay posiciones que consideran que es imposible especificar un mecanismo. Es decir, no tenemos manera de determinar cuándo ha de prevalecer un principio sobre otro. Esto afecta severamente a la hora de aplicar esta teoría en la práctica, ya que no tenemos un criterio definido. 
Existe una vinculación con la teoría del valor dado que el grado del pluralismo puede depender de la teoría que elijas defender en este aspecto. Por ejemplo, una teoría que diga que hay que maximizar el valor agregado puede prescribir que actuemos de forma muy distinta si sostiene que solo hay un tipo de cosas valiosas o si mantiene que hay cosas valiosas muy distintas. 
Ahora bien, el grado del pluralismo de una ética normativa también depende de otras cosas al margen de su concepción del valor. Puede suceder que dos teorías éticas defiendan la misma teoría del valor y que, en cambio, una defienda mayor número de prescripciones que la otra.

## Leibniz
La filosofía de Leibniz es un pluralismo decidido. Las unidades o mónadas constituyen la realidad. Son entidades absolutas e incorpóreas que en conjunto dan la realidad del universo. Algunas tienen conciencia, y son las almas. Todas son sin ventanas comunicantes y la armonía de comunicación entre ellas se da por una armonía preestablecida por Dios.
La Monadología —su última obra, publicada después de su muerte— es el tratado de metafísica de Leibniz, en el que se ocupa con amplitud y detalle de las mónadas. La palabra no es de Leibniz sino de Giordano Bruno. Y acaso Bruno la tomó de Plotino.
La mónada es sustancia, es realidad. No es un mero contenido de pensamiento. Pero carece de extensión y por lo mismo es indivisible. Por tal motivo es energía pura. Individual y simple. La mónada no tiene partes. Está dotada de percepción y apetición. Es por ésta que pasa de una a otra percepción.
La mónada, pues, tiene percepción, pero algunas de entre ellas tienen apercepciones. Las mónadas que disponen de percepciones y apercepciones son las almas. Un plano superior de la jerarquía metafísica. Leibniz define la Apercepción como la capacidad de la mónada de darse cuenta (conciencia) de que está percibiendo.
Las mónadas que tienen solamente percepción, son inconscientes de la misma. Las almas, superiores, tienen percepción, apercepción y memoria. Así los animales tienen percepción, pero carecen de apercepción.
En el ápice de las mónadas está la mónada suprema, que es Dios. Mónada perfecta en que todas las percepciones son apercepciones. Todas son allí ideas claras y ninguna es confusa (ver Descartes).
De esta manera el universo es un enjambre infinito de mónadas, una especie de arquitectura jerárquica, en cuyo basamento se hallan las mónadas materiales —que constitutuyen los cuerpos— y por encima están las almas con percepción, apercepción y memoria. La mónada que habita en la cúspide es Dios, pura apercepción.
Dios, al crear el universo creó la totalidad de las mónadas, que por ser "sin ventanas", no pueden tener comunicación recíproca. Si el mundo funciona como todo estructurado es porque Dios previó una armonía preestablecida, entre las mismas. Leibniz apela a la metáfora del relojero perfecto en la articulación de las partes, ya que entre ellas no puede haber contactos.
En quinientas páginas que se llaman "Teodicea", Leibniz argumenta que el mal existe, pero que existe en la menor medida que es posible. Cuando Dios crea el universo considera que el creado "es el mejor de los mundos posibles". Con este argumento se justifica la presencia del mal en el mundo y paralelamente se exculpa a la divinidad por la existencia del mismo.